# Giovanni Domenico Rognoni Taeggio
Pour les articles homonymes, voir Rognoni.
Giovanni Domenico Rognoni Taeggio (né dans la seconde moitié du XVIe siècle; décédé vers 1625) est un organiste et compositeur italien. C'est le fils de Riccardo Rognoni et le frère de Francesco Rognoni Taeggio.

## Biographie
Il était prêtre et organiste de l'église du Saint-Sépulcre de Milan. Il a été maître de chapelle de la cour ducale de Milan.

## Œuvres
- Canzoni a quattro e a otto voci. Libro primo (Milan, 1605)
- Canzonette a 3 e 4 insieme, con alcun altre di Rugger Trofeo (Milan, 1615)
- Madrigali a 8, livre I, due Cori con partitura (Milan, 1619)
- Messa per defonti all'Ambrosiana, con l'aggiunta per servirsene alla romana (Milan, 1624)

## Sources
- (ca) Cet article est partiellement ou en totalité issu de l’article de Wikipédia en catalan intitulé « Giovanni Domenico Rognone Taegio » (voir la liste des auteurs).